# Nils Andersson Boije
Nils Andersson Boije, död 1568, var en svensk militär och ämbetsman i släkten Boije af Gennäs. Han var far till Göran Boije.

## Biografi
Boije anlitades i flera militära och administrativa värv under Gustav Vasa och Erik XIV. Han deltog 1534-36 i grevefejden och förde på eftersommaren 1542 förstärkningar till de trupper, som skulle uppta striden mot Nils Dacke, och deltog under hela Dackefejden i operationer och underhandlingar. 1563 stod han på Erik XIV:s sida mot hertig Johan, trots att han tidigare varit i Johans tjänst. I det nordiska sjurskriget var Boije en av de mera anlitade ledarna i kriget till lands. 1565 ledde han anfallet mot och erövringen av Varberg. I början av 1566 sände Erik honom mot Bohus fästning, som medhjälpare under tåget hade han bland andra Nils Svantesson Sture. Företaget misslyckades och Boije fick hård kritik av kungen för sin insats.
Sin fredliga verksamhet hade Boije huvudsakligen förlagd till Finland, där han innehade åtskilliga poster inom förvaltning och rättskipning.

### Familj
Boije gifte sig omkring 1538 med Brita Kristersdotter (död omkring 1580), dotter till slottsfogden Krister Klasson (Horn) och Ingeborg Siggesdotter (Sparre af Rossvik. De fick tillsammans barnen riksrådet Göran Boije (död 1617), Carl Boije, Karin Boije (död 1619) som var gift med fältöversten Axel Jönsson Kurck, ryttmästaren Mårten Boije (död 1596), ståthållaren Anders Boije (död 1618), Märta Boije, Ingeborg Boije som var gift med ståthållaren Hans Larsson och ståthållaren Gödik Gustafsson Fincke på Nyslott, Brita Boije som var gift med Erik Skredder, Christoffer Boije, Erik Boije, Claes Boije och Hans Boije.